# Bromus leptoclados
Bromus leptoclados är en gräsart som beskrevs av Christian Gottfried Daniel Nees von Esenbeck. Bromus leptoclados ingår i släktet lostor, och familjen gräs. Inga underarter finns listade i Catalogue of Life.